# Вибух автомобіля (фільм, 1900)
Вибух автомобіля (англ. Explosion of a Motor Car) — британський комедійний чорно-білий фільм, який вийшов у 1900 році. Режисер - Сесіль Хепуорт. Фільм є одним з найперших випадків застосування техніки стоп-трику, комедійної затримки - об'єкти падають набагато довше, а також чорного гумору у кінематографі.  
Сесіль Хепуорт використовував тематику автокатастрофи і до цього фільму. У тому ж 1900 році вийшов фільм "Як це відчувається бути збитим", у якому автомобіль втрачає кермування і рухається прямо на глядача.

## Сюжет
У фільмі показується одна з вулиць передмістя, яку переходять звичайні жителі населеного пункту, додаючи сцені реалістичності. Із-за рогу з'являється автомобіль і починає наближатися до камери. Всередині нього знаходиться водій і 3 дівчини-пасажирки, які махають хустинками. Виїхавши на передній план, автомобіль раптово вибухає, залишаючи по собі лише хмару диму та купу уламків. У цей же час підходить поліцейський, якого грає сам режисер - Сесіль Хепуорт. Він починає оглядати місце події і, не виявивши тіл на землі, дістає телескоп і починає вдивлятися в небо. За кілька секунд йому вже доводиться ухилятись від падаючих кінцівок та тулубів. Без жодного здивування поліцейський береться збирати вдягнені частини у людські тіла та занотовувати отримані результати у блокнот, щоб пізніше повідомити про катастрофу. 